# SF6 Gasdichtesensor
Ein SF6 Gasdichtesensor wird dazu verwendet, um in gasisolierten Schaltanlagen die Dichte des unter Druck stehenden Isoliergases, meist ist dies Schwefelhexafluorid oder eine Mischung Schwefelhexafluorid und Stickstoff, zu überwachen.
Schwefelhexafluorid (SF6) wird in gekapselten und im Aufbau kompakten Anlagen in der Mittel- und Hochspannungstechnik eingesetzt. Anwendungsbeispiele sind gasisolierte Schaltanlagen (GIS) und deren Hochspannungsschaltern und bei gasisolierten Rohrleitern (GIL) in komplett gekapselten Anlagen mit Betriebsspannungen von 6 kV bis 800 kV. SF6 dient neben der elektrischen Isolierung auch als Löschgas, um den Schaltlichtbogen bei Schalthandlungen in SF6-gefüllten Hochspannungsschaltern wie den Selbstblasschalter oder Kolbenblasschalter zu löschen.
Unterschreitet der Dichte des Isoliergases in der Hochspannungsanlage ein bestimmtes Niveau, beispielsweise zufolge eines Lecks, nimmt die Durchschlagspannung des Isoliergases als Folge des Paschen-Gesetzes ab, und die Hochspannungsanlage muss abgeschaltet und gewartet werden. Zur rechtzeitigen Erkennung dieses betriebskritischen Zustandes dienen Gasdichtesensoren.

## Technologie
Es gibt verschiedene Technologien von Gasdichtesensoren. Eine Gruppe von Sensoren arbeitet über die Messung von Gasdruck und Temperatur. Über diese beiden Messgrößen und Informationen zum Gas kann über die Adiabatengleichung die Dichte bestimmt werden. Durch den Betrieb in GIS Anlagen entstehen allerdings Gaszersetzungsprodukte, welche einen Einfluss auf die Gaszusammensetzung haben. Dies führt zu einem Fehler in der Adiabatengleichung und damit zu einem Messfehler.
In SF6-Schaltanlagen, insbesondere bei der Anwendung im Bereich von SF6-Leistungsschalter wo im Betrieb Zersetzungsprodukte von SF6 entstehen, erfolgt die Dichtemessung mittels zweier Schwingquarze. Dabei wird ein Schwingquarz in einer kontrollierten Referenzumgebung betrieben und ein Schwingquarz im Isoliergas der Schaltanlage. Die Resonanzfrequenz eines Schwingquarzes ist dabei von der Dichte des umgebenden Gases abhängig, aber weitgehend unabhängig von der konkreten Gaszusammensetzung. Durch einen Frequenzvergleich der beiden Quarzoszillatoren lässt sich damit die Dichte in Form einer differentiellen Dichtemessung, in Relation zum Kontrollmedium, ermitteln.